# Suedia la Concursul Muzical Eurovision Junior
Suedia a debutat la Concursul Muzical Eurovision Junior în anul 2003. Cel mai bun rezultat obținut de Suedia la acest concurs este locul 3, în 2006.

## Rezultate

#### Legendă:
Câștigător
     Locul al doilea
     Locul al treilea
     Ultimul loc
| An   | Gazda       | Artist          | Titlu                      | Poziție | Puncte |
| ---- | ----------- | --------------- | -------------------------- | ------- | ------ |
| 2003 | Copenhaga   | The Honeypies   | "Stoppa mig!"              | 15      | 12     |
| 2004 | Lillehammer | Limelights      | "Varför jag?"              | 15      | 8      |
| 2005 | Hasselt     | M+              | "Gränslös kärlek"          | 15      | 22     |
| 2006 | București   | Molly Sandén    | "Det finaste någon kan få" | 3       | 116    |
| 2007 | Rotterdam   | Frida Sandén    | "Nu eller aldrig"          | 8       | 83     |
| 2009 | Kiev        | Mimmi Sandén    | "Du"                       | 6       | 68     |
| 2010 | Minsk       | Josefine Ridell | "Allt jag vill ha"         | 11      | 48     |
| 2011 | Erevan      | Erik Rapp       | "Faller"                   | 9       | 57     |
| 2012 | Amsterdam   | Lova Sönnerbo   | "Mitt mod"                 | 6       | 70     |
| 2013 | Kiev        | Eliias          | "Det är dit vi ska"        | 9       | 46     |
| 2014 | Malta       | Julia Kedhammar | "Du är inte ensam"         | 13      | 28     |

## Istoria voturilor (2003-2013)
| Poziție | Țară          | Puncte |
| ------- | ------------- | ------ |
| 1       | Rusia         | 62     |
| 2       | Țările de Jos | 52     |
| 3       | Armenia       | 50     |
| 4       | Belarus       | 40     |
| 5       | Belgia        | 36     |

| Poziție | Țară          | Puncte |
| ------- | ------------- | ------ |
| 1       | Belgia        | 46     |
| =       | Țările de Jos | 46     |
| 3       | Belarus       | 35     |
| 4       | Rusia         | 31     |
| 5       | Ucraina       | 27     |